# Slow Dancer
| Recensione              | Giudizio |
| ----------------------- | -------- |
| AllMusic                |          |
| Robert Christgau        | B-       |
| Dizionario del Pop-Rock |          |

Slow Dancer è il sesto album in studio del cantautore statunitense Boz Scaggs, pubblicato dalla Columbia Records nel marzo del 1974.

## Tracce

### LP
(1974, Columbia Records, KC 32760)
Lato A (AL 32760)
1. You Make It So Hard (To Say No) – 3:31 (W. R. Scaggs)
2. Slow Dancer – 3:12 (George Daly, W. R. Scaggs)
3. Angel Lady (Come Just in Time) – 3:33 (Johnny Bristol, Jim McDonough, W. R. Scaggs)
4. There Is Someone Else – 4:38 (W. R. Scaggs)
5. Hercules – 4:02 (Allen Toussaint)

Durata totale: 18:56
Lato B (BL 32760)
1. Pain of Love – 3:12 (Johnny Bristol)
2. Sail on White Moon – 3:16 (Johnny Bristol)
3. Let It Happen – 3:19 (W. R. Scaggs, Johnny Bristol)
4. I Got Your Number – 3:46 (Johnny Bristol)
5. Take It for Granted – 4:27 (W. R. Scaggs)

Durata totale: 18:00

## Formazione
- Boz Scaggs – voce, chitarra
- H. B. Barnum – arrangiamenti e direzione musicale
- David T. Walker – chitarra
- Dennis Coffey – chitarra
- Wah Wah Watson – chitarra
- Jay Graydon – chitarra
- Greg Poree – chitarra
- David Cohen – chitarra
- Orville Red Rhodes – chitarra
- Joe Sample – tastiere
- Michael Melvoin – tastiere
- Clarence McDonald – tastiere
- Russell Turner – tastiere
- Jerry Peters – tastiere
- James Jamerson – basso
- Jim Hughart – basso
- Ed Greene – batteria
- James Gadson – batteria
- King Errison – conga
- Joe Clayton – conga
- John Arnold – percussioni, vibrafono
- Gene Estes – percussioni, vibrafono
- Paul Hubinon – tromba, flicorno
- Chuck Findley – tromba, flicorno
- Warren Roché – tromba, flicorno
- Jack Laubach – tromba, flicorno
- George Bohanon – trombone
- Lon Norman – trombone
- Fred Jackson – sassofono
- Ernie Watts – sassofono
- John Kelson – sassofono
- Carolyn Willis – cori di sottofondo
- Julia Tillman – cori di sottofondo
- Myrna Matthews – cori di sottofondo
- Lorna Willard – cori di sottofondo
- Pat Henderson – cori di sottofondo[7]

### Produzione
- Johnny Bristol – produzione
- Registrazioni effettuate al Devonshire Sound Studios di North Hollywood, California
- Greg Venable – ingegnere delle registrazioni
- Al Schmitt – remixaggio
- Ron Coro – grafica e design copertina album originale
- Anne Garner – design copertina album originale
- Tony Lane – design copertina ristampa LP 1977
- Annie Leibovitz – foto copertina album originale
- Ethan Russell – foto copertina ristampa LP 1977

## Classifica
Album
| Anno | Classifica    | Posizione raggiunta |
| ---- | ------------- | ------------------- |
| 1974 | Billboard 200 | 81                  |